# Cassagnoles (Gard)
Cassagnoles é uma comuna francesa na região administrativa de Occitânia, no departamento de Gard. Estende-se por uma área de 5,19 km². Em 2010 a comuna tinha 402 habitantes (densidade: 77,5 hab./km²).